# Walter Kubilius
Walter Kubilius, né le 22 novembre 1918 et mort le 22 septembre 1993 , est un écrivain américain de science-fiction spécialisé dans l'écriture de nouvelles.

## Carrière
Il a été membre du club des Futurians et cofondateur de l’Edison Science Club qui devint plus tard l’International Cosmos Science Club (ICSC).

## Œuvre
- Caridi ne mourra pas, 1962 ((en) Caridi Shall Not Die !, 1941), trad. André-Yves Richard
- (en) The Unusual Case, 1941
- (en) Atrakin and the Man, 1942
- (en) Galactic Ghost, 1942
- (en) Parrots of Venus, 1942
- (en) Remember Me, Kama !, 1942
- (en) The Day Has Come, 1942
- La Fin du voyage, 1993 ((en) Journey's End, 1943)
- (en) A Handful of Stars, 1944
- (en) Eternal Earthling, 1951
- (en) The Gray Cloud, 1951
- L'Autre Côté, 1974 ((en) The Other Side, 1951), trad. Paul HébertIn Histoires d'extraterrestres
- (en) Turn Backward, O Time!, 1951
- (en) Ultimate Purpose, 1951
- (en) Go to the Ant, 1952
- (en) Second Chance, 1952
- (en) Solution Vital, 1952
- (en) Secret Invasion, 1953
- Judas des espaces, 1958 ((en) Judas of the Spaceways, 1953)